# Janiszowice (Krosno Odrzańskie)
Pour les articles homonymes, voir Janiszowice.
Janiszowice (prononciation : [janiʂɔˈvit͡sɛ]) est un village polonais de la gmina de Bobrowice dans le powiat de Krosno Odrzańskie de la voïvodie de Lubusz dans l'ouest de la Pologne.

## Histoire
De 1816 à 1945, Jähnsdorf fait partie de l'arrondissement de Crossen-sur-l'Oder dans le district de Francfort au sein de la province de Brandebourg.
De 1975 à 1998, le village appartenait administrativement à la voïvodie de Zielona Góra.

Depuis 1999, il appartient administrativement à la voïvodie de Lubusz.